# Monumento a Eduardo Rosales
O Monumento a Eduardo Rosales é uma estátua em pedra, projectada pelo escultor espanhol Mateo Inurria, que homenageia o famoso pintor Eduardo Rosales.
Localizada no Passeio de Eduardo Rosales, na cidade de Madrid, esta estátua foi inaugurada em 1922, ano em que o seu autor faleceu, e tem cerca de 2,20 metros de altura.